# Memoriał Janusza Kusocińskiego 2006
52. Memoriał Janusza Kusocińskiego – międzynarodowy mityng lekkoatletyczny, który rozegrano 18 czerwca 2006 w Warszawie. Areną zmagań sportowców był stadion Akademii Wychowania Fizycznego. W konkursie skoku wzwyż Sylwester Bednarek ustanowił nowy rekord Polski juniorów młodszych uzyskując wynik 2.26.

## Rezultaty

### Mężczyźni
| Konkurencja             | 1. miejsce                                                              | 1. miejsce | 2. miejsce                                                                         | 2. miejsce | 3. miejsce                                                                         | 3. miejsce |
| ----------------------- | ----------------------------------------------------------------------- | ---------- | ---------------------------------------------------------------------------------- | ---------- | ---------------------------------------------------------------------------------- | ---------- |
| 100 m                   | Andriej Jepiszin                                                        | 10.37      | Łukasz Chyła                                                                       | 10.44      | Dariusz Kuć                                                                        | 10.46      |
| 200 m                   | Marcin Urbaś                                                            | 20.64      | Jaysuma Saidy Ndure                                                                | 20.86      | Basílio de Moraes                                                                  | 20.89      |
| 400 m                   | Daniel Dąbrowski                                                        | 45.65      | Adrea Barberi                                                                      | 46.03      | Piotr Kędzia                                                                       | 46.16      |
| 800 m                   | Grzegorz Krzosek                                                        | 1:46.38    | Solomon Birir                                                                      | 1:46.42    | Rashid Mohamed                                                                     | 1:47.43    |
| 1500 m                  | Wiaczesław Szabunin                                                     | 3:40.34    | Mirosław Formela                                                                   | 3:40.83    | Yared Shegumo                                                                      | 3:41.37    |
| 3000 m Bieg memoriałowy | Wilson Busienei                                                         | 7:52.37    | Stevr Koech                                                                        | 7:52.69    | Mark Bett                                                                          | 7:53.13    |
| 3000 m Bieg młodzieżowy | Radosław Kłeczek                                                        | 8:16.05    | Adrian Danilewicz                                                                  | 8:18.03    | Arkadiusz Gardzielewski                                                            | 8:18:38    |
| 4 x 100                 | Polska · Dariusz Kuć · Łukasz Chyła · Marcin Jędrusiński · Marcin Urbaś | 39.12      | Polska II · Zbigniew Tulin · Przemysław Rogowski · Piotr Wiaderek · Tomasz Biernat | 39.97      | Polska - juniorzy · Maciej Samborski · Jacek Roszko · Mateusz Pluta · Karol Kleina | 40.16      |
| Skok wzwyż              | Jarosław Rybakow                                                        | 2.32       | Andriej Silnow                                                                     | 2.32       | Stefan Holm                                                                        | 2.28       |
| Skok w dal              | James Beckford                                                          | 8.10       | Marcin Starzak                                                                     | 8.05       | Michał Łukasiak                                                                    | 7.75       |
| Trójskok                | Wiktor Jastrebow                                                        | 17.00      | Jefferson Sabino                                                                   | 16.73      | Jacek Kazimierowski                                                                | 16.53      |
| Pchnięcie kulą          | Tomasz Majewski                                                         | 20.63      | Andy Dittmar                                                                       | 20.43      | Jurij Biłonoh                                                                      | 20.29      |
| Rzut dyskiem            | Aleksander Tammert                                                      | 64.82      | Frantz Kruger                                                                      | 63.45      | Piotr Małachowski                                                                  | 62.99      |
| Rzut młotem             | Szymon Ziółkowski                                                       | 81.52      | Valeri Sviatokha                                                                   | 79.65      | Andrij Skwaruk                                                                     | 78.63      |

### Kobiety
| Konkurencja        | 1. miejsce                                                                                      | 1. miejsce | 2. miejsce                                                                              | 2. miejsce | 3. miejsce                                                                     | 3. miejsce |
| ------------------ | ----------------------------------------------------------------------------------------------- | ---------- | --------------------------------------------------------------------------------------- | ---------- | ------------------------------------------------------------------------------ | ---------- |
| 100 m              | Maria Bolkova                                                                                   | 11.52      | Daria Onyśko                                                                            | 11.65      | Rosemar Coelho-Neto                                                            | 11.66      |
| 400 m              | Tatiana Lewina                                                                                  | 52.42      | Monika Bejnar                                                                           | 52.50      | Zuzanna Radecka                                                                | 52.81      |
| 800 m              | Aneta Lemiesz                                                                                   | 1:59.95    | Ewelina Sętowska                                                                        | 2:00.08    | Natalia Kutkinga                                                               | 2:00.43    |
| 400 m przez płotki | Anna Jesień                                                                                     | 55.29      | Małgorzata Pskit                                                                        | 55.77      | Agnieszka Karpiesiuk                                                           | 55.88      |
| 4 x 100            | Polska - juniorki · Marika Popowicz · Aleksandra Kociołek · Ewelina Klocek · Agnieszka Ceglarek | 45.18      | Polska/ Norwegia · Katarzyna Szuba · Thea Oppegaard · Heidi Berg-Sand · Folake Akinyemi | 46.89      | Polska · Iwona Dorobisz · Daria Onyśko · Joanna Gabrylewicz · Iwona Brzezińska | DNF        |
| Skok o tyczce      | Monika Pyrek                                                                                    | 4.60       | Joanna Piwowarska                                                                       | 4.50       | Róża Kasprzak                                                                  | 4.50       |
| Rzut dyskiem       | Natalja Sadowa                                                                                  | 63.39      | Wioletta Potępa                                                                         | 61.85      | Věra Pospíšilová                                                               | 61.41      |
| Rzut młotem        | Betty Heidler                                                                                   | 73.97      | Kamila Skolimowska                                                                      | 72.39      | Volha Tsander                                                                  | 71.81      |